# Xuân Phúc, Như Thanh
Xuân Phúc là một xã thuộc huyện Như Thanh, tỉnh Thanh Hóa, Việt Nam.

## Địa lý
Xã Xuân Phúc nằm ở phía nam huyện Như Thanh, có vị trí địa lý:
- Phía đông giáp xã Yên Lạc và xã Yên Thọ
- Phía tây giáp xã Xuân Thái
- Phía nam giáp xã Thanh Tân
- Phía bắc giáp thị trấn Bến Sung.

Xã Xuân Phúc có diện tích 40,50 km², dân số năm 2018 là 5.935 người, mật độ dân số đạt 140 người/km².

## Hành chính
Xã Xuân Phúc được chia thành 12 thôn: Bái Con, Bái Thất, Đồng Quốc, Đồng Quạ, Đồng Xã, Hồng Sơn, Nam Sơn, Nước Trong, Phúc Minh, Rộc Răm, Tiên Thắng, Trại Quan.

## Lịch sử
Xã Xuân Phúc được thành lập vào ngày 4 tháng 9 năm 1964 trên cơ sở tách một phần diện tích và dân số của xã Vĩnh Hòa. Khi mới thành lập, xã trực thuộc huyện Như Xuân.
Ngày 29 tháng 2 năm 1988, Hội đồng Bộ trưởng ban hành Quyết định số 19-HĐBT. Theo đó, chia xã Xuân Phúc thành hai xã Xuân Phúc và Phúc Đường:
- Xã Xuân Phúc gồm các chòm bản: Đồng Tha, Đồng Qua, Phát Vinh, Nước Sung và Xuân Hòa
- Xã Phúc Đường gồm các chòm bản: Bui Dài và Bui Thất.

Ngày 18 tháng 11 năm 1996, các xã Xuân Phúc và Phúc Đường chuyển sang trực thuộc huyện Như Thanh mới thành lập.
Đến năm 2018, xã Phúc Đường có diện tích 17,44 km², dân số là 2.230 người, mật độ dân số đạt 128 người/km². Xã Xuân Phúc có diện tích 23,06 km², dân số là 3.705 người, mật độ dân số đạt 161 người/km².
Ngày 16 tháng 10 năm 2019, Ủy ban Thường vụ Quốc hội ban hành Nghị quyết số 786/NQ-UBTVQH14 về việc sắp xếp các đơn vị hành chính cấp xã thuộc tỉnh Thanh Hóa (nghị quyết có hiệu lực từ ngày 1 tháng 12 năm 2019). Theo đó, sáp nhập toàn bộ diện tích và dân số của xã Phúc Đường trở lại vào xã Xuân Phúc.

## Văn hóa
Năm 2017, Lễ hội Xăng Khan (Lễ Hát múa ăn mừng dưới cây Bông - Kin Chiêng Boọc Mạy trong tiếng Thái) của người Thái tại xã Xuân Phúc đã được Bộ Văn hóa, Thể thao và Du lịch Việt Nam công nhận là di sản văn hóa phi vật thể cấp quốc gia.